# Richard Edis

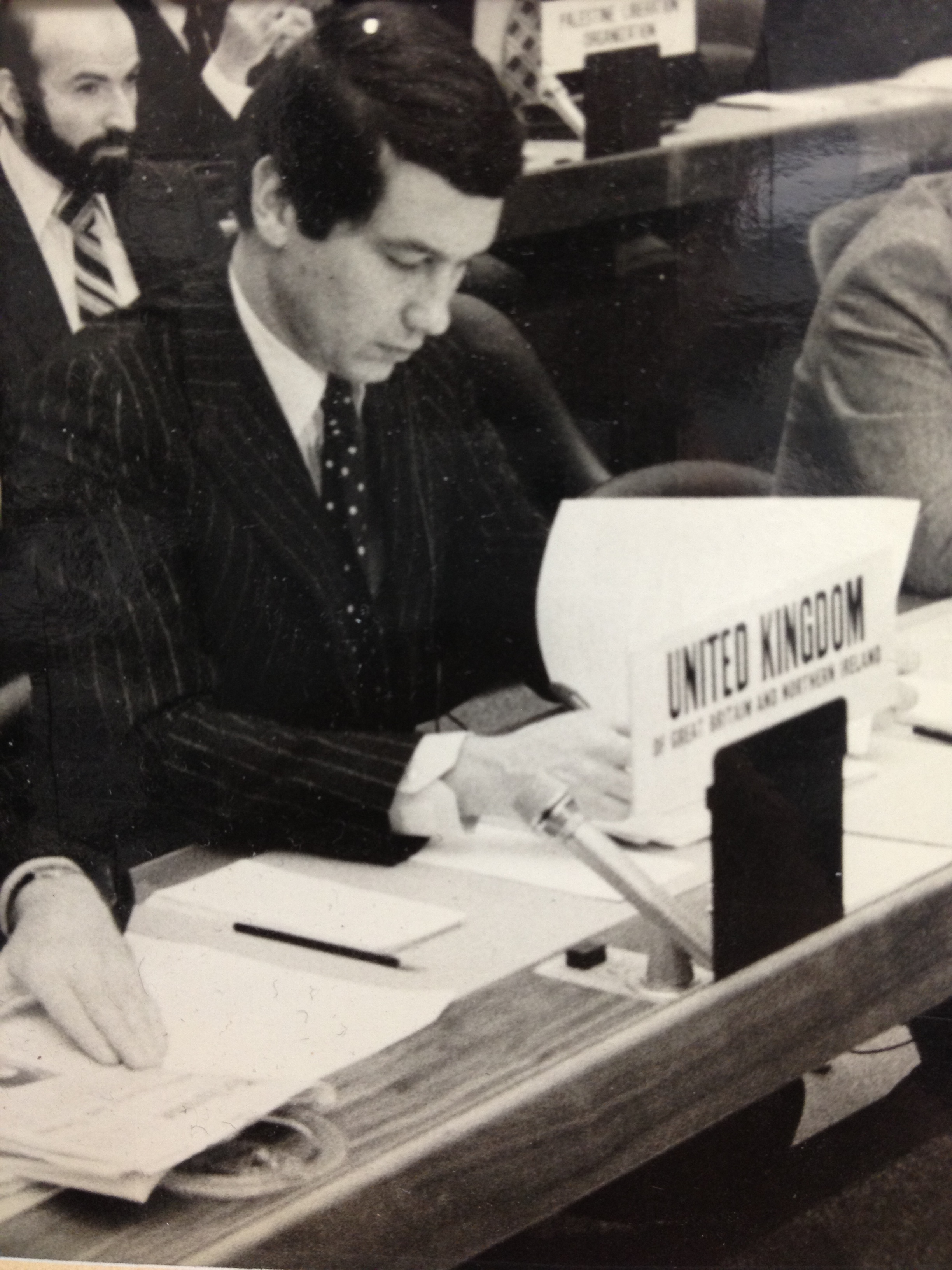
Richard Edis während einer Sitzung der Vereinten Nationen.

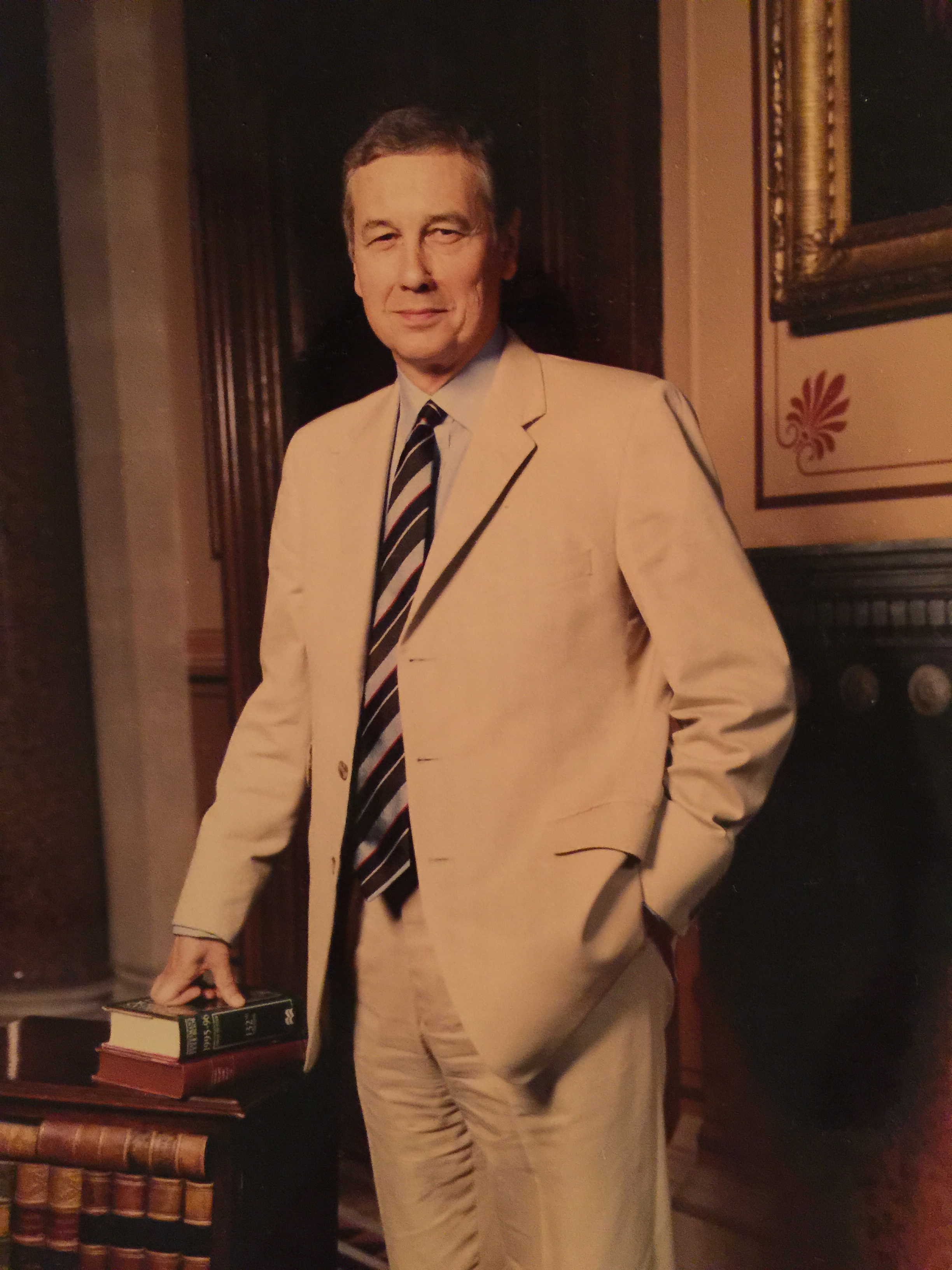
Botschafter Richard Edis

Richard John Smale Edis, CMG (* 1. September 1943 in Welwyn Garden City, Hertfordshire, England; † 10. April 2002) war ein britischer Diplomat.

## Leben
Richard John Smale Edis, Sohn von Denis Edis und Sylvia Smale, absolvierte nach dem Besuch der 1552 gegründeten King Edward’s School in Birmingham ein Studium der Geschichte am St Catharine’s College der University of Cambridge. Er trat am 17. November 1969 in den diplomatischen Dienst (HM Diplomatic Service) ein und fand danach zahlreiche Verwendungen an Auslandsvertretungen sowie im Außenministerium (Foreign and Commonwealth Office). Er war zwischen 1984 und 1988 Botschaftsrat (Counsellor) der britischen Delegation bei der UN-Konferenz für Abrüstung in Genf sowie nach seiner Rückkehr im Außenministerium von 1988 bis 1991 Leiter des Referats Ostafrika (Head of East Africa Department, Foreign and Commonwealth Office).
1992 wurde Edis Nachfolger von Dame Maeve Fort als Botschafter in Mosambik und bekleidete dieses Amt bis 1995. Er war der letzte Botschafter, da Mosambik 1995 dem Commonwealth of Nations beitrat und anschließend Bernard Everett erster Hochkommissar in Mosambik wurde. Für seine Verdienste wurde er am 1. Januar 1994 Companion des Order of St Michael and St George (CMG). Als Botschafter in Mosambik engagierte er sich im Friedensprozess zur Beendigung des Mosambikanischen Bürgerkrieges, der 1977 zwei Jahre nach der Unabhängigkeit von Portugal begann. Die im Unabhängigkeitskrieg erfolgreiche Frente de Libertação de Moçambique (FRELIMO) war damals die herrschende Partei in Mosambik und wurde im Bürgerkrieg seit 1977 von der Resistência Nacional Moçambicana (RENAMO) bekämpft.
Richard Edis selbst löste daraufhin 1995 Michael Tait als Botschafter in Tunesien ab und behielt diese Funktion bis zu seiner Ablösung durch Ivor Rawlinson 1999. Anschließend fungierte er von 1999 bis 2001 als Leitender Ziviler Ausbilder (Senior Civilian Instructor) am Royal College of Defence Studies (RCDS) in London. Zuletzt wurde er 2001 Nachfolger von William Sinton als Botschafter in Algerien. Er bekleidete dieses Amt bis zu seinem Tode am 10. April 2002 und wurde danach von Graham Hand abgelöst. Aus seiner 1971 geschlossenen Ehe mit Geneviève Cérisoles gingen drei Söhne hervor.